# Patrobio
Patrobio (in latino: Patrobius; ... – 68) è stato un liberto tra i favoriti dell'imperatore romano Nerone.

## Biografia
Lui e l'altro liberto Elio esercitarono un grande potere e una notevole influenza su Nerone. Nel 66 d.C. presiedette i giochi che l'imperatore aveva organizzato a Puteoli, l'odierna Pozzuoli, per onorare il re armeno Tiridate. Questi giochi rimasero famosi per gli spettacoli sfarzosi che si tennero: un giorno fece esibire nell'arena donne e bambini di colore, provenienti dall'Etiopia.
Patrobio fece anche portare in Italia la fine sabbia del Nilo per usarla nella palestra.
Dopo l'ascesa al potere di Galba, Patrobio fu giustiziato insieme a molti altri favoriti di Nerone: furono portati in catene in giro per la città prima di essere giustiziati pubblicamente. Poco dopo l'omicidio di Galba, uno dei liberti di Patrobio acquistò la testa di questo imperatore per cento aurei e la gettò via nel punto in cui il suo padrone era stato messo a morte.